# Namgyal Tsemo Gompa
Le Namgyal Tsemo Gompa (tibétain : རྣམ་རྒྱལ་རྩེ་མོ་དགོན་པ, Wylie : rnam rgyal rtse mo dgon pa, THL : Namgyal Tsemo Gompa) est un monastère qui a été construit en 1430 sur le sommet d'une colline  de la vallée de l'Indus, qui surplombe le palais de Leh, à 3 500 m d'altitude. C'est le roi du Ladakh Tashi Namgyal (1500-1532, de la dynastie Namgyal (རྣམ་རྒྱལ།) au Ladakh, qui en ordonna la construction, en remarquant que la position de ce lieu constituait un enjeu stratégique pour cette région du Ladakh, dans l'État du Jammu-et-Cachemire, au nord de l'Inde.
Par cette position dominante, surtout dans le district du même nom, le monastère Namgyal Tsemo Gompa faisait, en lui-même, l'objet d'un splendide observatoire sur la ville, la vallée et les montagnes environnantes. Cela n'échappa pas en 1533, au râja Soyang Namgyal, qui fit à cet égard, ériger ce que certains dénomment, encore aujourd'hui, la forteresse du pic de la Victoire (Namgyal Tsemo). La construction de Namgyal Tsemo Gompa constitua un outil essentiel dans la réalisation de l'unité de toute cette région en un seul grand royaume. Il déplaça, le siège de la capitale qui se trouvait dans la ville de Shey au profit de Leh.

## Description
Ce Gompa (monastère) est affilié à l'école gelugpa du bouddhisme tibétain.
Namgyal Tsemo Gompa abrite une imposante statue du bouddha Maitreya (futur Bouddha, également connu sous le nom de Bouddha qui rit) sur trois étages de hauteur. Le monastère Namgyal Tsemo de Leh Ladakh abrite également une statue d' Avalokiteśvara Son nom signifie: le « seigneur qui observe depuis le haut » et de  Manjushri connu pour sa sagesse, important dans les bouddhismes mahāyāna et vajrayāna. Son nom signifie: Gloire paisible., d'environ un étage, ainsi que d'une riche collection de manuscrits anciens et de fresques.

## Galerie

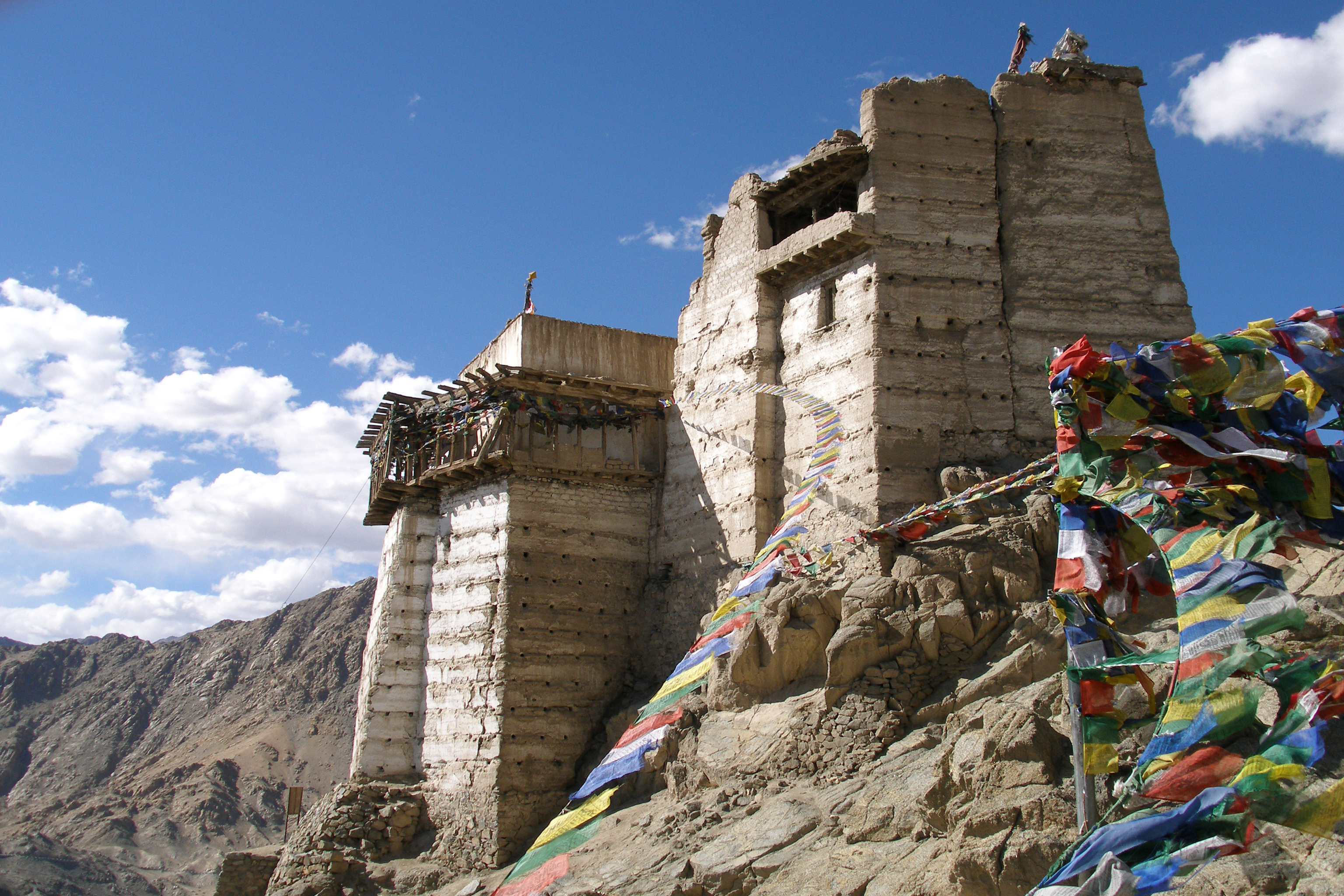
Château
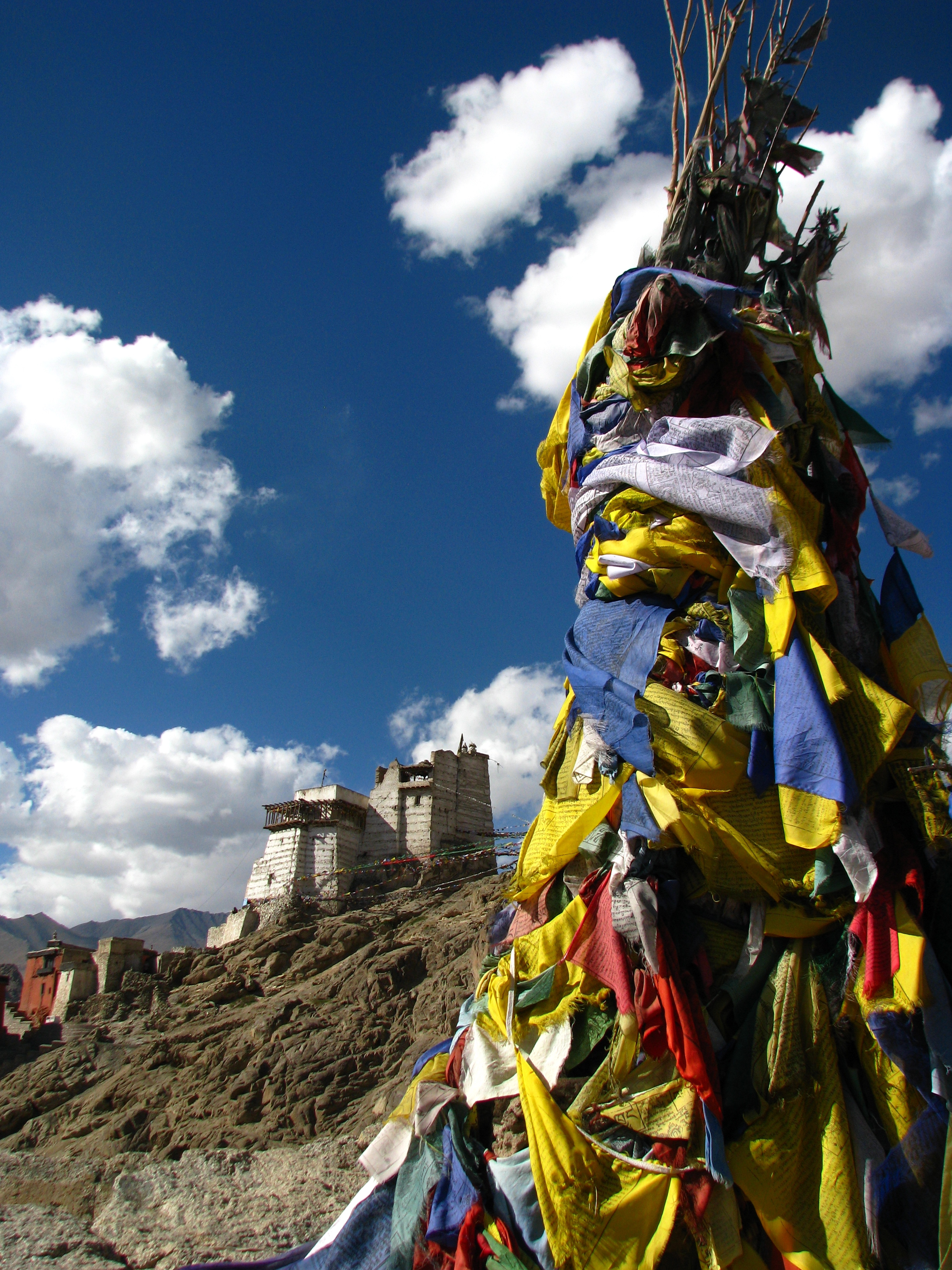
Drapeau de prières au Namgyal Tsemo Gompa
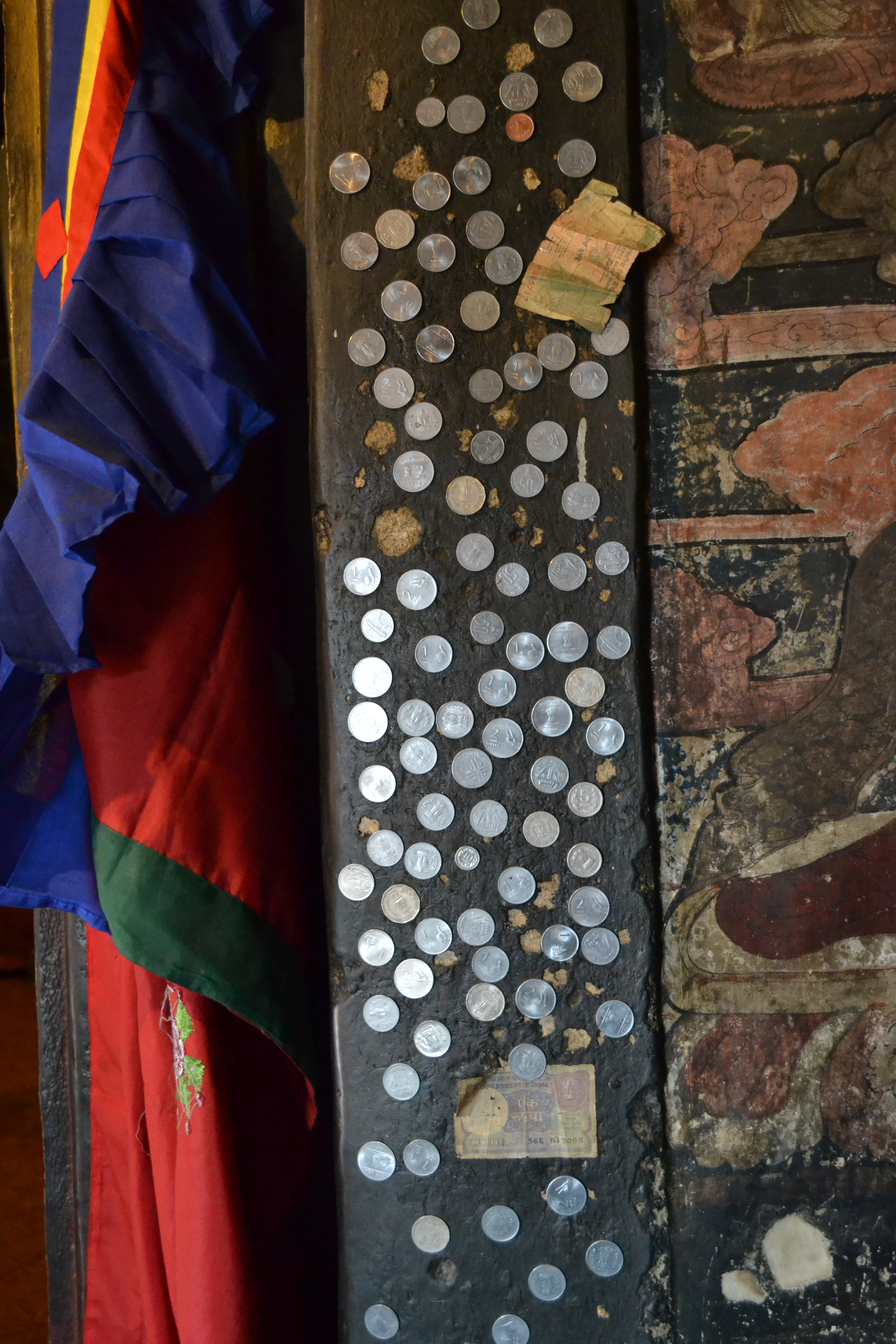
Offrandes faites au Namgyal Tsemo Gompa
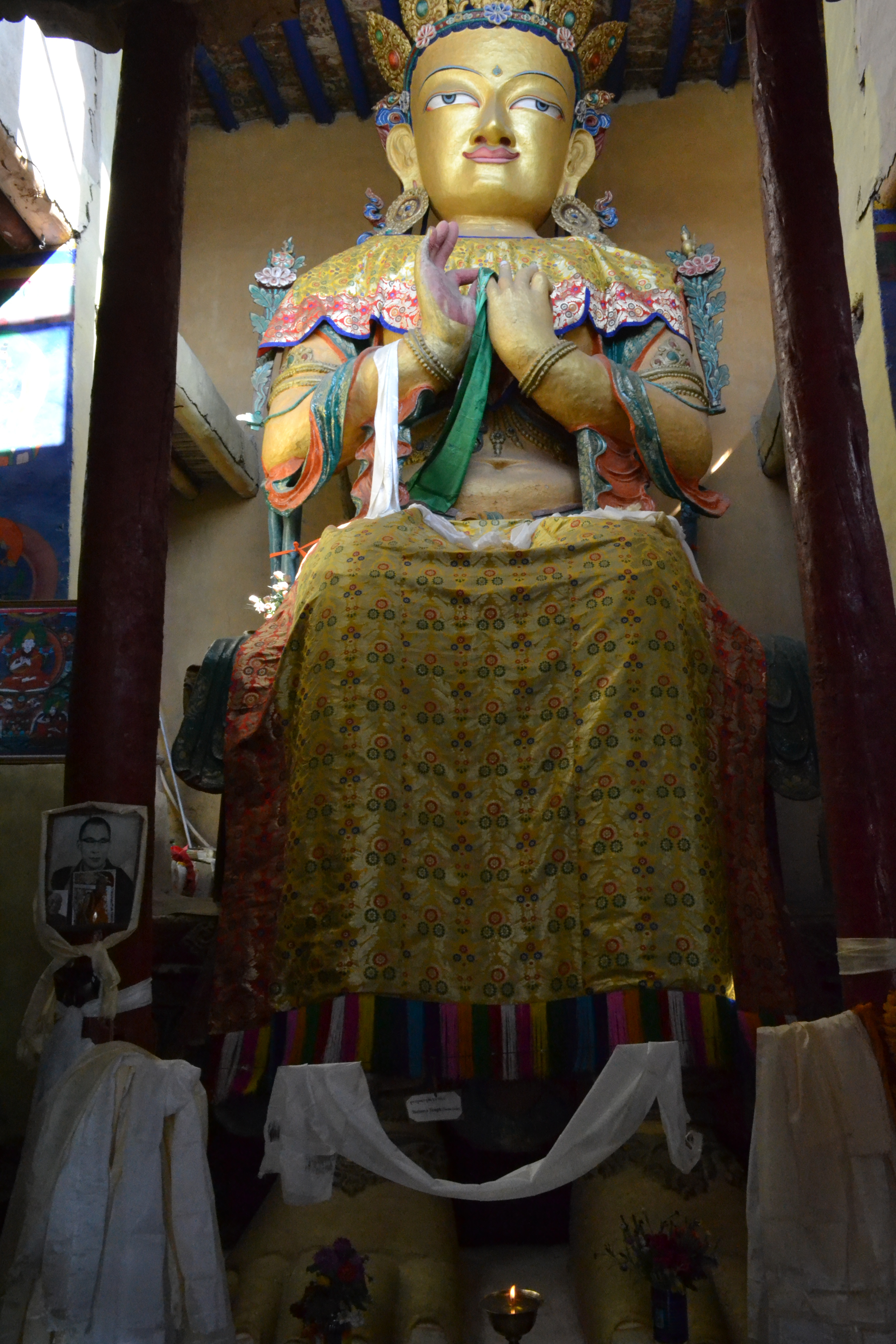
Maitreya du Namgyal Tsemo Gompa